# Подгорновский сельсовет
Подго́рновский сельсове́т (бел. Падгорнаўскі сельсавет) — административная единица на территории Барановичского района Брестской области Белоруссии. Административный центр — агрогородок Подгорная.

## Состав
В состав сельсовета входят 3 деревни и 1 агрогородок
| Населённый пункт | Статус      | Площадь, км² | Население | Население | +/–   | СОАТО         | Координаты                      |
| Населённый пункт | Статус      | Площадь, км² | 2009      | 2019      | +/–   | СОАТО         | Координаты                      |
| ---------------- | ----------- | ------------ | --------- | --------- | ----- | ------------- | ------------------------------- |
| Добрый Бор       | деревня     | 1,5846       | 128       | 65        | ▼ 63  | 1 204 870 021 | 52°59′04″ с. ш. 25°28′54″ в. д. |
| Ежона            | деревня     | 1,8822       | 189       | 112       | ▼ 77  | 1 204 870 026 | 52°59′39″ с. ш. 25°37′58″ в. д. |
| Колбовичи        | деревня     | 0,509        | 96        | 45        | ▼ 51  | 1 204 870 031 | 52°56′37″ с. ш. 25°36′32″ в. д. |
| Подгорная        | агрогородок | 4,8503       | 587       | 428       | ▼ 159 | 1 204 870 036 | 52°59′16″ с. ш. 25°34′07″ в. д. |
| ВСЕГО            | ВСЕГО       | ВСЕГО        | 1000      | 650       | ▼ 350 |               |                                 |

Источник: 